# Los perros guardianes
Los perros guardianes (Les Chiens de garde, en francés) es un ensayo de Paul Nizan publicado en 1932.
Se trata de un ensayo panfletario dirigido contra algunos de los filósofos más conocidos en su época, como Henri Bergson, Émil Boutroux, Léon Brunschvicg, André Lalande, Gabriel Marcel o Jacques Maritain. Para Paul Nizan, entonces un joven filósofo comunista, estos pensadores encarnan una "filosofía idealista" y se limitan a enunciar verdades sobre el hombre en general, sin tener en cuenta en absoluto las realidades a la que cada hombre en particular se ve enfrentado: la miseria material, la enfermedad, el paro, las guerras, etc. Para el autor, que basa su argumentación en la noción marxista de la lucha de clases, estos filósofos no tiene más objetivo, en el fondo, que justificar y perpetuar los valores morales y socioeconómicos de la clase dominante, esto es, de la burguesía. Según él, su idealismo les impide realizar ningún análisis de la explotación del proletariado por la burguesía.
El libro concluye con un llamamiento a las nuevas generaciones de filósofos para que luchen contra la burguesía y sus "perros guardianes" que son, para Nizan, estos pensadores idealistas; y para que pongan la reflexión filosófica al servicio del proletariado.